# Prințesa India a Afganistanului
Prințesa India a Afganistanului (în paștună / Dari Shahdukht Hindia, în italiană Principessa India d'Afghanistan; n. 7 iunie 1929, Bombay, India Britanică – d. 13 octombrie 2023, Roma, Italia) a fost o membră a familiei regale afgane. A fost fiica cea mai mică a lui Amanullah Khan și Soraya Tarzi, care au fost regele și, respectiv, regina Afganistanului în anii 1920. Ea deținea titlul de prințesă a casei regale Mohammadzai-Tarzi.
Prințesa India s-a născut în Bombay, India britanică, la cinci luni după abdicarea tatălui ei, la 14 ianuarie 1929, și a fost numită în onoarea țării în care a fugit în exil. După o invitație a Reginei Elena a Italiei, familia s-a stabilit în cele din urmă la Roma, unde a crescut prințesa și a continuat să-și facă casă.
India a fost educată la Pensiunea Marie-José, Gstaad, Elveția, și la Universitatea Pontificală Gregoriană, Roma, Italia.
India a vizitat pentru prima dată Afganistanul în 1968 și a început activități de caritate pentru copiii afgani care căutau ajutor.
În anii 2000, Prințesa India a înființat Fundația Culturală Mahmud Tarzi (MTCF) la Kabul, unde a ocupat funcția de vicepreședinte din 2010. În 2006, Prințesa India a fost numită ambasador cultural în Europa de către președintele afgan, Hamid Karzai. Și-a petrecut timpul între Roma și Kabul înainte de preluarea talibanilor din 2021, și a susținut prelegeri la conferințe în întreaga Europă.
În august 2019, Prințesa India a fost invitată de guvernul afgan să participe la sărbătorile statului pentru aniversarea a 100 de ani de la independența Afganistanului.

## Viața personală
Prințesa India a fost căsătorită de două ori și a avut două fiice (din prima căsătorie) și un fiu (din a doua căsătorie).
Prințesa India s-a gândit la mama ei ca pe o figură pozitivă în Afganistanul contemporan, numindu-și realizările „foarte apreciate de afgani” și adăugând discursurile despre „cum a încurajat femeile afgane să devină independente, să învețe să citească și să scrie”. În ceea ce privește drepturile femeilor în Afganistan, India a considerat că este nevoie de mai multă educație pentru bărbații afgani pentru a îmbunătăți situația. Ea a mai spus despre burqa că „nu este o haină afgană și nici măcar nu este o haină islamică”.
În septembrie 2011, Prințesa India a Afganistanului a fost onorată de Asociația Femeilor Afgane-Americane pentru munca sa în domeniul drepturilor femeilor. În 2012, Radio Azadi a numit-o „Persoana Anului” pentru activitatea sa uumanitară.